# Chaskovská oblast
Chaskovská oblast (bulharsky Област Хасково) je jedna z oblastí Bulharska. Leží na jihu země a jejím správním střediskem je Chaskovo.

## Administrativní dělení

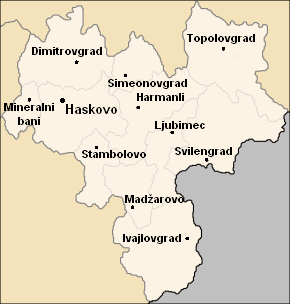
Chaskovská oblast

Oblast se dělí na 11 obštin.
Obština
- Dimitrovgrad
- Charmanli
- Chaskovo
- Ivajlovgrad
- Ljubimec
- Madžarovo
- Mineralni Bani
- Simeonovgrad
- Stambolovo
- Svilengrad
- Topolovgrad

Sídlo
- Dimitrovgrad
- Charmanli
- Chaskovo
- Ivajlovgrad
- Ljubimec
- Madžarovo
- Mineralni Bani
- Simeonovgrad
- Stambolovo
- Svilengrad
- Topolovgrad

## Města
Správním střediskem oblasti je Chaskovo, kromě sídelních měst jednotlivých obštin, přičemž Mineralni Bani a Stambolovo městem nejsou, se zde nachází město Meričleri.

## Obyvatelstvo
K 15. prosinci 2024 v oblasti žilo 234 434 obyvatel a bylo zde trvale hlášeno 283 401 obyvatel. Podle sčítání 7. září 2021 bylo národnostní složení následující:
- Bulhaři: 154 088 (79.7 %)
- Turci: 25 555 (13.2 %)
- Romové: 12 572 (6.5 %)
- ostatní[p 2]: 1 178 (0.6 %)